# The Light Pack
The Light Pack è il secondo extended play del rapper statunitense Joey Badass, pubblicato il 17 luglio 2020.

## Tracce
Crediti adattati da Apple Music.
1. The Light – 2:06 (testo: Alan Bergman, Jo-Vaughn Virginie, Marilyn Bergman, Michael Legrand, Patrick Baril – musica: Baril)
2. No Explanation (feat. Pusha T) – 3:24 (testo: Deleno Matthews, Virginie, Kasseem Dean, Levar Coppin, Reid Anderson, Terrence Thornton – musica: Matthews, Dean)
3. Shine – 2:52 (testo: Virgine, Baril, Roy Ayers – musica: Baril)